# Comorbilità
Il concetto di comorbilità o comorbidità in ambito sanitario indica la coesistenza di più patologie diverse in uno stesso individuo. 
Il termine può riferirsi a due o più patologie che coesistono simultaneamente, ma indipendentemente l'una dall'altra, oppure riferirsi a patologie che compaiono secondariamente all'insorgenza di una patologia di fondo. In psichiatria e psicologia clinica il concetto non indica obbligatoriamente due malattie distinte, ma anche la possibilità di più diagnosi nello stesso paziente in base ai sintomi presentati.

## Assistenza sanitaria
La conoscenza della comorbilità è utile per valutare il rapporto costi/benefici nel trattamento di una particolare condizione morbosa.
A tale scopo, nel 1987 fu elaborato il cosiddetto Charlson Index che permetteva di calcolare la probabilità di sopravvivenza a 10 anni in un paziente in cui concomitassero più patologie.
Per ogni patologia (su un totale di 22) veniva assegnato al paziente un punteggio (score) di 1, 2, 3 o 6 e la somma dei punteggi determinava l'aspettativa di vita. Il Charlson Index è stato sottoposto negli anni a numerose revisioni e variazioni ed è stato trasformato in un questionario da sottoporre al paziente stesso, ma è comunque rimasto uno standard di riferimento negli studi clinici di sopravvivenza.
I punteggi relativi a ciascuna condizione morbosa sono i seguenti:
- 1 punto: infarto miocardico, scompenso cardiaco congestizio, vasculopatia periferica, vasculopatia cerebrale, demenza, broncopneumopatia cronica, connettivite, ulcera peptica, epatopatia cronica, diabete mellito non complicato.
- 2 punti: emiplegia, insufficienza renale moderata o grave, diabete mellito con danno d'organo, tumori, leucemie, linfomi.
- 3 punti: epatopatie moderate o gravi.
- 6 punti: tumori maligni, metastasi, AIDS.

Questo punteggio permette di prendere una decisione prima di intraprendere una terapia particolarmente aggressiva, ad esempio trattare una neoplasia maligna in un paziente con scompenso cardiaco e diabete. In questo caso, i rischi e i costi di una terapia aggressiva sono superiori ai vantaggi che il paziente può ottenere.